# طواف النرويج للسيدات 2018
طواف النرويج للسيدات 2018 (بالنرويجية: Ladies Tour of Norway 2018)‏ هو سباق دراجات هوائية، وهو الموسم رقم 5 من السباق، وأقيم خلال الفترة 17 أغسطس 2018، وحتى 19 أغسطس 2018، وامتدّ لمسافة 409.3 كيلومتر، وهو أحد سباقات طواف العالم للدراجات للنساء 2018، وقد شارك في السباق 121 متسابقاً ووصل إلى نهايته 94 متسابقاً.
فاز فيه بالمركز الأول ماريان فوس، وبالمركز الثاني إميليا فهلين، وبالمركز الثالث كورين ريفيرا، والفائز في ترتيب النقاط ماريان فوس، والفائز حسب ترتيب النقاط للشباب كيارا كونسوني، والفائز حسب ترتيب التسلق كاتارزينا نيفيادوما، والفريق الفائز في ترتيب الفرق موسم فريق سنويب للسيدات 2018.

## الفرق
| فرق سيدات محترفة (19)- يو أي أيه تيم ‏ - أيه آر مونكس برو سيكلينج للسيدات ‏ - بيبينك 2018 ‏ - بويلز دولمانز 2018 ‏ - BTC City Ljubljana ‏ - كانيون إس آر إيه إم راسينغ 2018 ‏ - Cylance Pro Cycling (women's team) ‏ - FDJ–Suez ‏ - هايتك بوردكتس-بيرك سبورت 2018 ‏ - لوتو سودال للسيدات 2018 ‏ - Liv AlUla Jayco ‏ - موفيستار للسيدات ‏ - موسم فريق سنويب للسيدات 2018 ‏ - EF Education–Tibco–SVB ‏ - ترك-دروبز 2018 ‏ - فالكار-بي بي إم 2018 ‏ - Team Virtu Cycling Women ‏ - ليف ريسينغ ‏ - Wiggle High5 Pro Cycling ‏ فرق وطنية (2)- فريق النرويج لركوب الدراجات للسيدات 2018 ‏ - فريق السويد لركوب الدراجات للسيدات 2018‏ |  |
| |  |

## المراحل
| قائمة المراحل | قائمة المراحل | قائمة المراحل                 | قائمة المراحل | قائمة المراحل | قائمة المراحل   | قائمة المراحل |
| المرحلة       | التاريخ       | الدورة                        |               | المسافة (كم)  | الفائز بالمرحلة | القائد العام  |
| ------------- | ------------- | ----------------------------- | ------------- | ------------- | --------------- | ------------- |
| مرحلة 1       | 17 أغسطس      | Rakkestad ‏ – ميسن             | مرحلة مستوية  | 127٫7         | ماريان فوس      | ماريان فوس    |
| مرحلة 2       | 18 أغسطس      | فريدريكستاد – ساربسبورغ       | مرحلة مستوية  | 127٫6         | ماريان فوس      | ماريان فوس    |
| مرحلة 3       | 19 أغسطس      | Old Svinesund Bridge ‏ – هالدن | مرحلة مستوية  | 154           | ماريان فوس      | ماريان فوس    |

## النتيجة

### مرحلة 1
هي مرحلة مسطحة، أجريت في 17 أغسطس 2018، وامتدّت لمسافة 127.7 كيلومتر فاز بالمرحلة ماريان فوس، ومتصدر الترتيب العام في نهاية المرحلة ماريان فوس، والمتصدر حسب ترتيب النقاط ماريان فوس، ومتصدر ترتيب التسلق كاتارزينا نيفيادوما، ومتصدر ترتيب النقاط للشباب كيارا كونسوني، وقائد تصنيف الجنسيات سوزان أندرسن، ومتصدر ترتيب الفرق Movistar Women 2018 ‏.
| التصنيف العام         | التصنيف العام     | التصنيف العام    | التصنيف العام    | التصنيف العام     |
| العداء                | العداء            | البلد            | الفريق           | الوقت             |
| --------------------- | ----------------- | ---------------- | ---------------- | ----------------- |
| 1                     | ماريان فوس        | هولندا           | WaowDeals        | 3 س 17 دقيقة 47 ث |
| 2                     | كورين ريفيرا      | الولايات المتحدة | Sunweb           | + 9 ث             |
| 3                     | إميليا فهلين      | السويد           | Wiggle High5     | + 10 ث            |
| 4                     | كريستين ماجروس    | لوكسمبورغ        | Boels Dolmans    | + 13 ث            |
| 5                     | غراسي إلفن        | أستراليا         | Mitchelton-Scott | + 16 ث            |
| 6                     | كلو هوسكينغ       | أستراليا         | Alé Cipollini    | + 16 ث            |
| 7                     | ماغورزاتا جاسيسكا | بولندا           | Movistar Women   | + 16 ث            |
| 8                     | إيفا بورمان       | هولندا           | Trek-Drops       | + 16 ث            |
| 9                     | كيارا كونسوني     | إيطاليا          | Valcar PBM       | + 16 ث            |
| 10                    | أود بيانيك        | فرنسا            | Movistar Women   | + 16 ث            |
| مصدر: ProCyclingStats |                   |                  |                  |                   |

### مرحلة 2
هي مرحلة مسطحة، أجريت في 18 أغسطس 2018، وامتدّت لمسافة 127.6 كيلومتر فاز بالمرحلة ماريان فوس، ومتصدر الترتيب العام في نهاية المرحلة ماريان فوس، والمتصدر حسب ترتيب النقاط ماريان فوس، ومتصدر ترتيب التسلق كاتارزينا نيفيادوما، ومتصدر ترتيب النقاط للشباب كيارا كونسوني، وقائد تصنيف الجنسيات سوزان أندرسن، ومتصدر ترتيب الفرق موسم فريق سنويب للسيدات 2018 ‏.
| التصنيف العام         | التصنيف العام       | التصنيف العام    | التصنيف العام             | التصنيف العام     |
| العداء                | العداء              | البلد            | الفريق                    | الوقت             |
| --------------------- | ------------------- | ---------------- | ------------------------- | ----------------- |
| 1                     | ماريان فوس          | هولندا           | WaowDeals                 | 6 س 28 دقيقة 46 ث |
| 2                     | إميليا فهلين        | السويد           | Wiggle High5              | + 18 ث            |
| 3                     | كاتارزينا نيفيادوما | بولندا           | Canyon-SRAM Racing        | + 28 ث            |
| 4                     | كورين ريفيرا        | الولايات المتحدة | Sunweb                    | + 31 ث            |
| 5                     | كريستين ماجروس      | لوكسمبورغ        | Boels Dolmans             | + 31 ث            |
| 6                     | أود بيانيك          | فرنسا            | Movistar Women            | + 35 ث            |
| 7                     | إيفا بورمان         | هولندا           | Trek-Drops                | + 40 ث            |
| 8                     | لوسيندا براند       | هولندا           | Sunweb                    | + 40 ث            |
| 9                     | فلورتجي ماكايج      | هولندا           | Sunweb                    | + 40 ث            |
| 10                    | أليسون جاكسون       | كندا             | Tibco-Silicon Valley Bank | + 48 ث            |
| مصدر: ProCyclingStats |                     |                  |                           |                   |

### مرحلة 3
هي مرحلة مسطحة، أجريت في 19 أغسطس 2018، وامتدّت لمسافة 154.0 كيلومتر فاز بالمرحلة ماريان فوس، وفاز بالمركز الثاني إميليا فهلين، وفاز بالمركز الثالث كورين ريفيرا، ومتصدر الترتيب العام في نهاية المرحلة ماريان فوس.
| التصنيف العام         | التصنيف العام | التصنيف العام | التصنيف العام | التصنيف العام |
| العداء                | العداء        | البلد         | الفريق        | الوقت         |
| --------------------- | ------------- | ------------- | ------------- | ------------- |
| مصدر: ProCyclingStats |               |               |               |               |

## المشاركون
| ليف ريسينغ ‏ WAD | ليف ريسينغ ‏ WAD       | ليف ريسينغ ‏ WAD  |
| --------------- | --------------------- | ---------------- |
| م               | عداء                  | مرتبة            |
| 1               | ماريان فوس            | 1                |
| 2               | Jeanne Korevaar ‏      | 25               |
| 3               | أنوسكا كوستر          | 53               |
| 4               | ريجان ماركوس          | 42               |
| 5               | Pauliena Rooijakkers ‏ | لم يكمل السباق-3 |
| 6               | Danielle Rowe         | 38               |

| إس دي وركس ‏ DLT | إس دي وركس ‏ DLT        | إس دي وركس ‏ DLT |
| --------------- | ---------------------- | --------------- |
| م               | عداء                   | مرتبة           |
| 11              | سكاي شنايدر            | 56              |
| 12              | Anna Plichta ‏          | 88              |
| 13              | كريستين ماجروس (طريق)  | 4               |
| 14              | ميغان غوارنير          | 18              |
| 15              | كارول آن كانويل        | 36              |
| 16              | أمالي ديديريكسن (طريق) | 29              |

| Liv AlUla Jayco ‏ MTS | Liv AlUla Jayco ‏ MTS | Liv AlUla Jayco ‏ MTS |
| -------------------- | -------------------- | -------------------- |
| م                    | عداء                 | مرتبة                |
| 21                   | أماندا سبرات         | 23                   |
| 22                   | غراسي إلفن           | 11                   |
| 23                   | لوسي كينيدي          | لم يبدأ-2            |
| 24                   | Alexandra Manly ‏     | 52                   |
| 25                   | أنيميك فان فليوتن    | 19                   |
| 26                   | جيسيكا ألين          | 90                   |

| فريق سنويب للسيدات ‏ SUN | فريق سنويب للسيدات ‏ SUN | فريق سنويب للسيدات ‏ SUN |
| ----------------------- | ----------------------- | ----------------------- |
| م                       | عداء                    | مرتبة                   |
| 31                      | لوسيندا براند           | 10                      |
| 32                      | ليا كيرشمان             | 35                      |
| 33                      | ليان ليبرت (طريق)       | 15                      |
| 34                      | فلورتجي ماكايج          | 8                       |
| 35                      | Coryn Rivera (طريق)     | 3                       |
| 36                      | روث ويندر               | 57                      |

| كانيون–إس آر إيه إم ‏ CSR | كانيون–إس آر إيه إم ‏ CSR | كانيون–إس آر إيه إم ‏ CSR |
| ------------------------ | ------------------------ | ------------------------ |
| م                        | عداء                     | مرتبة                    |
| 41                       | تيفاني كرومويل           | 44                       |
| 42                       | كاتارزينا نيفيادوما      | 5                        |
| 43                       | ليزا كلاين               | 45                       |
| 44                       | Christa Riffel ‏          | 83                       |
| 45                       | الكسيس ريان              | 21                       |
| 46                       | تريكسي ووراك             | 48                       |

| Wiggle High5 Pro Cycling ‏ WHT | Wiggle High5 Pro Cycling ‏ WHT | Wiggle High5 Pro Cycling ‏ WHT |
| ----------------------------- | ----------------------------- | ----------------------------- |
| م                             | عداء                          | مرتبة                         |
| 51                            | إليسا ونغو بورغيني            | 24                            |
| 52                            | كيرستن وايلد                  | 47                            |
| 53                            | إميليا فهلين (طريق)           | 2                             |
| 54                            | Julie Norman Leth ‏            | 70                            |
| 55                            | غريس جارنر                    | لم يكمل السباق-2              |
| 56                            | أنيت ادموندسون                | لم يكمل السباق-3              |

| يو أي أيه تيم ‏ ALE | يو أي أيه تيم ‏ ALE | يو أي أيه تيم ‏ ALE |
| ------------------ | ------------------ | ------------------ |
| م                  | عداء               | مرتبة              |
| 61                 | كلو هوسكينغ        | 20                 |
| 62                 | Anna Trevisi ‏      | 72                 |
| 63                 | أني سانستيبان      | 60                 |
| 64                 | روكسان كنيتيمان    | 75                 |
| 65                 | ثريا بالادين       | 37                 |
| 66                 | Karlijn Swinkels ‏  | 40                 |

| FDJ–Suez ‏ FDJ | FDJ–Suez ‏ FDJ      | FDJ–Suez ‏ FDJ    |
| ------------- | ------------------ | ---------------- |
| م             | عداء               | مرتبة            |
| 71            | Maëlle Grossetête ‏ | لم يكمل السباق-3 |
| 73            | لورين كيتشن        | 71               |
| 74            | Greta Richioud ‏    | 46               |
| 75            | Rozanne Slik ‏      | 16               |
| 76            | Moniek Tenniglo ‏   | 17               |

| BTC City Ljubljana ‏ BTC | BTC City Ljubljana ‏ BTC | BTC City Ljubljana ‏ BTC |
| ----------------------- | ----------------------- | ----------------------- |
| م                       | عداء                    | مرتبة                   |
| 81                      | يوجينة بوجاك            | 34                      |
| 82                      | Polona Batagelj ‏ (طريق) | 32                      |
| 83                      | Urša Pintar ‏            | لم يكمل السباق-2        |
| 84                      | Anastasia Chursina      | 82                      |
| 85                      | Maaike Boogaard ‏        | لم يكمل السباق-1        |
| 86                      | حنا نيلسون              | 22                      |

| تيم كوب هايتك بوردكتس ‏ HPU | تيم كوب هايتك بوردكتس ‏ HPU | تيم كوب هايتك بوردكتس ‏ HPU |
| -------------------------- | -------------------------- | -------------------------- |
| م                          | عداء                       | مرتبة                      |
| 91                         | سوزان أندرسن               | 27                         |
| 92                         | Ingrid Lorvik ‏             | 79                         |
| 93                         | Vita Heine ‏ (طريق)         | 64                         |
| 94                         | Ingvild Gåskjenn ‏          | لم يبدأ-3                  |
| 95                         | Thea Thorsen ‏              | لم يكمل السباق-3           |
| 96                         | Line Marie Gulliksen ‏      | لم يكمل السباق-1           |

| أيه آر مونكس برو سيكلينج للسيدات ‏ ASA | أيه آر مونكس برو سيكلينج للسيدات ‏ ASA | أيه آر مونكس برو سيكلينج للسيدات ‏ ASA |
| ------------------------------------- | ------------------------------------- | ------------------------------------- |
| م                                     | عداء                                  | مرتبة                                 |
| 101                                   | Martina Alzini ‏                       | لم يبدأ-2                             |
| 102                                   | صوفيا بيرتيزولو                       | 39                                    |
| 104                                   | إيلينا بيروني                         | 76                                    |
| 106                                   | Lara Vieceli ‏                         | لم يكمل السباق-2                      |

| Team Virtu Cycling Women ‏ TVC | Team Virtu Cycling Women ‏ TVC | Team Virtu Cycling Women ‏ TVC |
| ----------------------------- | ----------------------------- | ----------------------------- |
| م                             | عداء                          | مرتبة                         |
| 111                           | كريستينا سيجارد               | 26                            |
| 112                           | لويز هانسن                    | 89                            |
| 113                           | ميكي كروجر                    | 58                            |
| 114                           | Sara Penton ‏                  | 41                            |
| 115                           | إميلي موبيرج                  | لم يكمل السباق-1              |
| 116                           | Katrine Aalerud ‏              | 49                            |

| فالكار سيلانس ‏ VAL | فالكار سيلانس ‏ VAL      | فالكار سيلانس ‏ VAL |
| ------------------ | ----------------------- | ------------------ |
| م                  | عداء                    | مرتبة              |
| 121                | ماريا جوليا كونفالونيري | 54                 |
| 122                | Silvia Persico ‏         | 31                 |
| 123                | كيارا كونسوني           | 12                 |
| 124                | Dalia Muccioli ‏         | 66                 |
| 125                | Asja Paladin ‏           | 80                 |
| 126                | Ilaria Sanguineti ‏      | 55                 |

| لوتو بيليسول للسيدات ‏ LSL | لوتو بيليسول للسيدات ‏ LSL | لوتو بيليسول للسيدات ‏ LSL |
| ------------------------- | ------------------------- | ------------------------- |
| م                         | عداء                      | مرتبة                     |
| 131                       | لوت كوبيكي                | 28                        |
| 133                       | Julie Van de Velde ‏       | 87                        |
| 134                       | كيلي فان دن ستين          | 61                        |
| 135                       | Annabelle Dreville ‏       | 73                        |

| بيبينك ‏ BPK | بيبينك ‏ BPK              | بيبينك ‏ BPK      |
| ----------- | ------------------------ | ---------------- |
| م           | عداء                     | مرتبة            |
| 141         | تاتيانا جوديرزو          | 68               |
| 142         | Silvia Valsecchi ‏        | 81               |
| 143         | Francesca Pattaro ‏       | لم يكمل السباق-2 |
| 144         | Katia Ragusa ‏            | 59               |
| 145         | Nicole Steigenga ‏        | 74               |
| 146         | Maria Vittoria Sperotto ‏ | لم يكمل السباق-1 |

| EF Education–Tibco–SVB ‏ TIB | EF Education–Tibco–SVB ‏ TIB | EF Education–Tibco–SVB ‏ TIB |
| --------------------------- | --------------------------- | --------------------------- |
| م                           | عداء                        | مرتبة                       |
| 151                         | أليسون جاكسون               | 9                           |
| 152                         | Nicolle Bruderer ‏           | لم يبدأ-1                   |
| 153                         | برودي شابمان                | لم يكمل السباق-3            |
| 154                         | إنغريد دريكسل               | 77                          |
| 155                         | Shannon Malseed ‏ (طريق)     | لم يكمل السباق-2            |
| 156                         | Valentina Scandolara ‏       | لم يكمل السباق-2            |

| دروبز ‏ DRP | دروبز ‏ DRP          | دروبز ‏ DRP       |
| ---------- | ------------------- | ---------------- |
| م          | عداء                | مرتبة            |
| 161        | إيفا بورمان         | 7                |
| 162        | Kathrin Hammes ‏     | 65               |
| 163        | آنا كريستيان ‏       | 86               |
| 164        | Abby-Mae Parkinson ‏ | 33               |
| 165        | هانا بايتون ‏        | 84               |
| 166        | Abi Van Twisk ‏      | لم يكمل السباق-2 |

| موفيستار للسيدات ‏ MOV | موفيستار للسيدات ‏ MOV    | موفيستار للسيدات ‏ MOV |
| --------------------- | ------------------------ | --------------------- |
| م                     | عداء                     | مرتبة                 |
| 171                   | أود بيانيك (طريق)        | 6                     |
| 172                   | مارغريتا فيكتوريا غارسيا | 14                    |
| 173                   | أليسيا غونزاليس بلانكو   | 43                    |
| 174                   | Rachel Neylan ‏           | 67                    |
| 175                   | Lourdes Oyarbide ‏        | 71                    |
| 176                   | ماغورزاتا جاسيسكا (طريق) | 13                    |

| فريق كوجياس ميتلر لوك برو للدراجات ‏ CGS | فريق كوجياس ميتلر لوك برو للدراجات ‏ CGS | فريق كوجياس ميتلر لوك برو للدراجات ‏ CGS |
| --------------------------------------- | --------------------------------------- | --------------------------------------- |
| م                                       | عداء                                    | مرتبة                                   |
| 181                                     | Maria Novolodskaya ‏                     | 69                                      |
| 182                                     | Karina Kasenova ‏                        | لم يكمل السباق-3                        |
| 183                                     | Elizaveta Oshurkova ‏                    | لم يكمل السباق-1                        |
| 184                                     | إدفيج بيتل                              | 62                                      |
| 185                                     | Teniel Campbell ‏                        | 94                                      |
| 186                                     | Agua Marina Espínola ‏                   | 78                                      |

| فريق النرويج لركوب الدراجات للسيدات 2018 ‏ NOR | فريق النرويج لركوب الدراجات للسيدات 2018 ‏ NOR | فريق النرويج لركوب الدراجات للسيدات 2018 ‏ NOR |
| --------------------------------------------- | --------------------------------------------- | --------------------------------------------- |
| م                                             | عداء                                          | مرتبة                                         |
| 191                                           | Stine Borgli ‏                                 | 30                                            |
| 192                                           | Caroline Thorvik Olsen ‏                       | 91                                            |
| 193                                           | Birgitte Ravndal‏                              | 50                                            |
| 194                                           | Karina Birkenes‏                               | لم يكمل السباق-1                              |
| 195                                           | Ingrid Moe ‏                                   | لم يكمل السباق-2                              |
| 196                                           | Hedda Wallstrøm Johansen‏                      | لم يكمل السباق-3                              |

| فريق السويد لركوب الدراجات للسيدات 2018‏ SWE | فريق السويد لركوب الدراجات للسيدات 2018‏ SWE | فريق السويد لركوب الدراجات للسيدات 2018‏ SWE |
| ------------------------------------------- | ------------------------------------------- | ------------------------------------------- |
| م                                           | عداء                                        | مرتبة                                       |
| 201                                         | سارا اولسون                                 | 63                                          |
| 202                                         | Sara Mustonen (cyclist) ‏                    | 85                                          |
| 203                                         | Clara Lundmark ‏                             | 93                                          |
| 204                                         | Alexandra Nessmar ‏                          | 92                                          |
| 205                                         | Matilda Frantzich ‏                          | لم يكمل السباق-1                            |
| 206                                         | Frida Knutsson‏                              | لم يكمل السباق-1                            |

| ليف ريسينغ ‏ WAD | ليف ريسينغ ‏ WAD       | ليف ريسينغ ‏ WAD  |
| --------------- | --------------------- | ---------------- |
| م               | عداء                  | مرتبة            |
| 1               | ماريان فوس            | 1                |
| 2               | Jeanne Korevaar ‏      | 25               |
| 3               | أنوسكا كوستر          | 53               |
| 4               | ريجان ماركوس          | 42               |
| 5               | Pauliena Rooijakkers ‏ | لم يكمل السباق-3 |
| 6               | Danielle Rowe         | 38               |

| إس دي وركس ‏ DLT | إس دي وركس ‏ DLT        | إس دي وركس ‏ DLT |
| --------------- | ---------------------- | --------------- |
| م               | عداء                   | مرتبة           |
| 11              | سكاي شنايدر            | 56              |
| 12              | Anna Plichta ‏          | 88              |
| 13              | كريستين ماجروس (طريق)  | 4               |
| 14              | ميغان غوارنير          | 18              |
| 15              | كارول آن كانويل        | 36              |
| 16              | أمالي ديديريكسن (طريق) | 29              |

| Liv AlUla Jayco ‏ MTS | Liv AlUla Jayco ‏ MTS | Liv AlUla Jayco ‏ MTS |
| -------------------- | -------------------- | -------------------- |
| م                    | عداء                 | مرتبة                |
| 21                   | أماندا سبرات         | 23                   |
| 22                   | غراسي إلفن           | 11                   |
| 23                   | لوسي كينيدي          | لم يبدأ-2            |
| 24                   | Alexandra Manly ‏     | 52                   |
| 25                   | أنيميك فان فليوتن    | 19                   |
| 26                   | جيسيكا ألين          | 90                   |

| فريق سنويب للسيدات ‏ SUN | فريق سنويب للسيدات ‏ SUN | فريق سنويب للسيدات ‏ SUN |
| ----------------------- | ----------------------- | ----------------------- |
| م                       | عداء                    | مرتبة                   |
| 31                      | لوسيندا براند           | 10                      |
| 32                      | ليا كيرشمان             | 35                      |
| 33                      | ليان ليبرت (طريق)       | 15                      |
| 34                      | فلورتجي ماكايج          | 8                       |
| 35                      | Coryn Rivera (طريق)     | 3                       |
| 36                      | روث ويندر               | 57                      |

| كانيون–إس آر إيه إم ‏ CSR | كانيون–إس آر إيه إم ‏ CSR | كانيون–إس آر إيه إم ‏ CSR |
| ------------------------ | ------------------------ | ------------------------ |
| م                        | عداء                     | مرتبة                    |
| 41                       | تيفاني كرومويل           | 44                       |
| 42                       | كاتارزينا نيفيادوما      | 5                        |
| 43                       | ليزا كلاين               | 45                       |
| 44                       | Christa Riffel ‏          | 83                       |
| 45                       | الكسيس ريان              | 21                       |
| 46                       | تريكسي ووراك             | 48                       |

| Wiggle High5 Pro Cycling ‏ WHT | Wiggle High5 Pro Cycling ‏ WHT | Wiggle High5 Pro Cycling ‏ WHT |
| ----------------------------- | ----------------------------- | ----------------------------- |
| م                             | عداء                          | مرتبة                         |
| 51                            | إليسا ونغو بورغيني            | 24                            |
| 52                            | كيرستن وايلد                  | 47                            |
| 53                            | إميليا فهلين (طريق)           | 2                             |
| 54                            | Julie Norman Leth ‏            | 70                            |
| 55                            | غريس جارنر                    | لم يكمل السباق-2              |
| 56                            | أنيت ادموندسون                | لم يكمل السباق-3              |

| يو أي أيه تيم ‏ ALE | يو أي أيه تيم ‏ ALE | يو أي أيه تيم ‏ ALE |
| ------------------ | ------------------ | ------------------ |
| م                  | عداء               | مرتبة              |
| 61                 | كلو هوسكينغ        | 20                 |
| 62                 | Anna Trevisi ‏      | 72                 |
| 63                 | أني سانستيبان      | 60                 |
| 64                 | روكسان كنيتيمان    | 75                 |
| 65                 | ثريا بالادين       | 37                 |
| 66                 | Karlijn Swinkels ‏  | 40                 |

| FDJ–Suez ‏ FDJ | FDJ–Suez ‏ FDJ      | FDJ–Suez ‏ FDJ    |
| ------------- | ------------------ | ---------------- |
| م             | عداء               | مرتبة            |
| 71            | Maëlle Grossetête ‏ | لم يكمل السباق-3 |
| 73            | لورين كيتشن        | 71               |
| 74            | Greta Richioud ‏    | 46               |
| 75            | Rozanne Slik ‏      | 16               |
| 76            | Moniek Tenniglo ‏   | 17               |

| BTC City Ljubljana ‏ BTC | BTC City Ljubljana ‏ BTC | BTC City Ljubljana ‏ BTC |
| ----------------------- | ----------------------- | ----------------------- |
| م                       | عداء                    | مرتبة                   |
| 81                      | يوجينة بوجاك            | 34                      |
| 82                      | Polona Batagelj ‏ (طريق) | 32                      |
| 83                      | Urša Pintar ‏            | لم يكمل السباق-2        |
| 84                      | Anastasia Chursina      | 82                      |
| 85                      | Maaike Boogaard ‏        | لم يكمل السباق-1        |
| 86                      | حنا نيلسون              | 22                      |

| تيم كوب هايتك بوردكتس ‏ HPU | تيم كوب هايتك بوردكتس ‏ HPU | تيم كوب هايتك بوردكتس ‏ HPU |
| -------------------------- | -------------------------- | -------------------------- |
| م                          | عداء                       | مرتبة                      |
| 91                         | سوزان أندرسن               | 27                         |
| 92                         | Ingrid Lorvik ‏             | 79                         |
| 93                         | Vita Heine ‏ (طريق)         | 64                         |
| 94                         | Ingvild Gåskjenn ‏          | لم يبدأ-3                  |
| 95                         | Thea Thorsen ‏              | لم يكمل السباق-3           |
| 96                         | Line Marie Gulliksen ‏      | لم يكمل السباق-1           |

| أيه آر مونكس برو سيكلينج للسيدات ‏ ASA | أيه آر مونكس برو سيكلينج للسيدات ‏ ASA | أيه آر مونكس برو سيكلينج للسيدات ‏ ASA |
| ------------------------------------- | ------------------------------------- | ------------------------------------- |
| م                                     | عداء                                  | مرتبة                                 |
| 101                                   | Martina Alzini ‏                       | لم يبدأ-2                             |
| 102                                   | صوفيا بيرتيزولو                       | 39                                    |
| 104                                   | إيلينا بيروني                         | 76                                    |
| 106                                   | Lara Vieceli ‏                         | لم يكمل السباق-2                      |

| Team Virtu Cycling Women ‏ TVC | Team Virtu Cycling Women ‏ TVC | Team Virtu Cycling Women ‏ TVC |
| ----------------------------- | ----------------------------- | ----------------------------- |
| م                             | عداء                          | مرتبة                         |
| 111                           | كريستينا سيجارد               | 26                            |
| 112                           | لويز هانسن                    | 89                            |
| 113                           | ميكي كروجر                    | 58                            |
| 114                           | Sara Penton ‏                  | 41                            |
| 115                           | إميلي موبيرج                  | لم يكمل السباق-1              |
| 116                           | Katrine Aalerud ‏              | 49                            |

| فالكار سيلانس ‏ VAL | فالكار سيلانس ‏ VAL      | فالكار سيلانس ‏ VAL |
| ------------------ | ----------------------- | ------------------ |
| م                  | عداء                    | مرتبة              |
| 121                | ماريا جوليا كونفالونيري | 54                 |
| 122                | Silvia Persico ‏         | 31                 |
| 123                | كيارا كونسوني           | 12                 |
| 124                | Dalia Muccioli ‏         | 66                 |
| 125                | Asja Paladin ‏           | 80                 |
| 126                | Ilaria Sanguineti ‏      | 55                 |

| لوتو بيليسول للسيدات ‏ LSL | لوتو بيليسول للسيدات ‏ LSL | لوتو بيليسول للسيدات ‏ LSL |
| ------------------------- | ------------------------- | ------------------------- |
| م                         | عداء                      | مرتبة                     |
| 131                       | لوت كوبيكي                | 28                        |
| 133                       | Julie Van de Velde ‏       | 87                        |
| 134                       | كيلي فان دن ستين          | 61                        |
| 135                       | Annabelle Dreville ‏       | 73                        |

| بيبينك ‏ BPK | بيبينك ‏ BPK              | بيبينك ‏ BPK      |
| ----------- | ------------------------ | ---------------- |
| م           | عداء                     | مرتبة            |
| 141         | تاتيانا جوديرزو          | 68               |
| 142         | Silvia Valsecchi ‏        | 81               |
| 143         | Francesca Pattaro ‏       | لم يكمل السباق-2 |
| 144         | Katia Ragusa ‏            | 59               |
| 145         | Nicole Steigenga ‏        | 74               |
| 146         | Maria Vittoria Sperotto ‏ | لم يكمل السباق-1 |

| EF Education–Tibco–SVB ‏ TIB | EF Education–Tibco–SVB ‏ TIB | EF Education–Tibco–SVB ‏ TIB |
| --------------------------- | --------------------------- | --------------------------- |
| م                           | عداء                        | مرتبة                       |
| 151                         | أليسون جاكسون               | 9                           |
| 152                         | Nicolle Bruderer ‏           | لم يبدأ-1                   |
| 153                         | برودي شابمان                | لم يكمل السباق-3            |
| 154                         | إنغريد دريكسل               | 77                          |
| 155                         | Shannon Malseed ‏ (طريق)     | لم يكمل السباق-2            |
| 156                         | Valentina Scandolara ‏       | لم يكمل السباق-2            |

| دروبز ‏ DRP | دروبز ‏ DRP          | دروبز ‏ DRP       |
| ---------- | ------------------- | ---------------- |
| م          | عداء                | مرتبة            |
| 161        | إيفا بورمان         | 7                |
| 162        | Kathrin Hammes ‏     | 65               |
| 163        | آنا كريستيان ‏       | 86               |
| 164        | Abby-Mae Parkinson ‏ | 33               |
| 165        | هانا بايتون ‏        | 84               |
| 166        | Abi Van Twisk ‏      | لم يكمل السباق-2 |

| موفيستار للسيدات ‏ MOV | موفيستار للسيدات ‏ MOV    | موفيستار للسيدات ‏ MOV |
| --------------------- | ------------------------ | --------------------- |
| م                     | عداء                     | مرتبة                 |
| 171                   | أود بيانيك (طريق)        | 6                     |
| 172                   | مارغريتا فيكتوريا غارسيا | 14                    |
| 173                   | أليسيا غونزاليس بلانكو   | 43                    |
| 174                   | Rachel Neylan ‏           | 67                    |
| 175                   | Lourdes Oyarbide ‏        | 71                    |
| 176                   | ماغورزاتا جاسيسكا (طريق) | 13                    |

| فريق كوجياس ميتلر لوك برو للدراجات ‏ CGS | فريق كوجياس ميتلر لوك برو للدراجات ‏ CGS | فريق كوجياس ميتلر لوك برو للدراجات ‏ CGS |
| --------------------------------------- | --------------------------------------- | --------------------------------------- |
| م                                       | عداء                                    | مرتبة                                   |
| 181                                     | Maria Novolodskaya ‏                     | 69                                      |
| 182                                     | Karina Kasenova ‏                        | لم يكمل السباق-3                        |
| 183                                     | Elizaveta Oshurkova ‏                    | لم يكمل السباق-1                        |
| 184                                     | إدفيج بيتل                              | 62                                      |
| 185                                     | Teniel Campbell ‏                        | 94                                      |
| 186                                     | Agua Marina Espínola ‏                   | 78                                      |

| فريق النرويج لركوب الدراجات للسيدات 2018 ‏ NOR | فريق النرويج لركوب الدراجات للسيدات 2018 ‏ NOR | فريق النرويج لركوب الدراجات للسيدات 2018 ‏ NOR |
| --------------------------------------------- | --------------------------------------------- | --------------------------------------------- |
| م                                             | عداء                                          | مرتبة                                         |
| 191                                           | Stine Borgli ‏                                 | 30                                            |
| 192                                           | Caroline Thorvik Olsen ‏                       | 91                                            |
| 193                                           | Birgitte Ravndal‏                              | 50                                            |
| 194                                           | Karina Birkenes‏                               | لم يكمل السباق-1                              |
| 195                                           | Ingrid Moe ‏                                   | لم يكمل السباق-2                              |
| 196                                           | Hedda Wallstrøm Johansen‏                      | لم يكمل السباق-3                              |

| فريق السويد لركوب الدراجات للسيدات 2018‏ SWE | فريق السويد لركوب الدراجات للسيدات 2018‏ SWE | فريق السويد لركوب الدراجات للسيدات 2018‏ SWE |
| ------------------------------------------- | ------------------------------------------- | ------------------------------------------- |
| م                                           | عداء                                        | مرتبة                                       |
| 201                                         | سارا اولسون                                 | 63                                          |
| 202                                         | Sara Mustonen (cyclist) ‏                    | 85                                          |
| 203                                         | Clara Lundmark ‏                             | 93                                          |
| 204                                         | Alexandra Nessmar ‏                          | 92                                          |
| 205                                         | Matilda Frantzich ‏                          | لم يكمل السباق-1                            |
| 206                                         | Frida Knutsson‏                              | لم يكمل السباق-1                            |

## التصنيف العام النهائي
| التصنيف العام         | التصنيف العام       | التصنيف العام    | التصنيف العام             | التصنيف العام      |
| العداء                | العداء              | البلد            | الفريق                    | الوقت              |
| --------------------- | ------------------- | ---------------- | ------------------------- | ------------------ |
| 1                     | ماريان فوس          | هولندا           | WaowDeals                 | 10 س 17 دقيقة 49 ث |
| 2                     | إميليا فهلين        | السويد           | Wiggle High5              | + 22 ث             |
| 3                     | كورين ريفيرا        | الولايات المتحدة | Sunweb                    | + 33 ث             |
| 4                     | كريستين ماجروس      | لوكسمبورغ        | Boels Dolmans             | + 37 ث             |
| 5                     | كاتارزينا نيفيادوما | بولندا           | Canyon-SRAM Racing        | + 39 ث             |
| 6                     | أود بيانيك          | فرنسا            | Movistar Women            | + 46 ث             |
| 7                     | إيفا بورمان         | هولندا           | Trek-Drops                | + 51 ث             |
| 8                     | فلورتجي ماكايج      | هولندا           | Sunweb                    | + 51 ث             |
| 9                     | أليسون جاكسون       | كندا             | Tibco-Silicon Valley Bank | + 59 ث             |
| 10                    | لوسيندا براند       | هولندا           | Sunweb                    | + 1 دقيقة 00 ث     |
| مصدر: ProCyclingStats |                     |                  |                           |                    |

### تصنيف النقاط
| تصنيف النقاط          | تصنيف النقاط        | تصنيف النقاط     | تصنيف النقاط        | تصنيف النقاط |
| العداء                | العداء              | البلد            | الفريق              | النقاط       |
| --------------------- | ------------------- | ---------------- | ------------------- | ------------ |
| 1                     | ماريان فوس          | هولندا           | WaowDeals           | 42 نقطة      |
| 2                     | إميليا فهلين        | السويد           | Wiggle High5        | 22 نقطة      |
| 3                     | كورين ريفيرا        | الولايات المتحدة | Sunweb              | 20 نقطة      |
| 4                     | كريستين ماجروس      | لوكسمبورغ        | Boels Dolmans       | 16 نقطة      |
| 5                     | كلو هوسكينغ         | أستراليا         | Alé Cipollini       | 5 نقطة       |
| 6                     | كاتارزينا نيفيادوما | بولندا           | Canyon-SRAM Racing  | 4 نقطة       |
| 7                     | غراسي إلفن          | أستراليا         | Mitchelton-Scott    | 3 نقطة       |
| 8                     | أود بيانيك          | فرنسا            | Movistar Women      | 2 نقطة       |
| 9                     | لوت كوبيكي          | بلجيكا           | Lotto Soudal Ladies | 2 نقطة       |
| 10                    | ماغورزاتا جاسيسكا   | بولندا           | Movistar Women      | 1 نقطة       |
| مصدر: ProCyclingStats |                     |                  |                     |              |

### تصنيف الجبال
| تصنيف الجبال          | تصنيف الجبال             | تصنيف الجبال     | تصنيف الجبال       | تصنيف الجبال |
| العداء                | العداء                   | البلد            | الفريق             | النقاط       |
| --------------------- | ------------------------ | ---------------- | ------------------ | ------------ |
| 1                     | كاتارزينا نيفيادوما      | بولندا           | Canyon-SRAM Racing | 12 نقطة      |
| 2                     | مارغريتا فيكتوريا غارسيا | إسبانيا          | Movistar Women     | 8 نقطة       |
| 3                     | آنا كريستيان ‏            | جزيرة مان        | Trek-Drops         | 4 نقطة       |
| 4                     | تريكسي ووراك             | ألمانيا          | Canyon-SRAM Racing | 3 نقطة       |
| 5                     | أني سانستيبان            | إسبانيا          | Alé Cipollini      | 3 نقطة       |
| 6                     | ميغان غوارنير            | الولايات المتحدة | Boels Dolmans      | 2 نقطة       |
| 7                     | إليسا ونغو بورغيني       | إيطاليا          | Wiggle High5       | 2 نقطة       |
| 8                     | Lourdes Oyarbide ‏        | إسبانيا          | Movistar Women     | 2 نقطة       |
| 9                     | لوسيندا براند            | هولندا           | Sunweb             | 1 نقطة       |
| 10                    | ليان ليبرت               | ألمانيا          | Sunweb             | 1 نقطة       |
| مصدر: ProCyclingStats |                          |                  |                    |              |

## تصنيف الفرق

### الفرق حسب الوقت
| تصنيف الفرق حسب الوقت | تصنيف الفرق حسب الوقت              | تصنيف الفرق حسب الوقت | تصنيف الفرق حسب الوقت |
| الفريق                | الفريق                             | البلد                 | الوقت                 |
| --------------------- | ---------------------------------- | --------------------- | --------------------- |
| 1                     | Sunweb                             | هولندا                | 30 س 56 دقيقة 00 ث    |
| 2                     | Movistar Women                     | إسبانيا               | + 21 ث                |
| 3                     | Boels Dolmans                      | هولندا                | + 30 ث                |
| 4                     | Mitchelton-Scott                   | أستراليا              | + 1 دقيقة 33 ث        |
| 5                     | WaowDeals                          | هولندا                | + 4 دقيقة 40 ث        |
| 6                     | Canyon-SRAM Racing                 | ألمانيا               | + 7 دقيقة 02 ث        |
| 7                     | BTC City Ljubljana                 | سلوفينيا              | + 7 دقيقة 19 ث        |
| 8                     | FDJ-Nouvelle Aquitaine-Futuroscope | فرنسا                 | + 7 دقيقة 42 ث        |
| 9                     | Wiggle High5                       | المملكة المتحدة       | + 8 دقيقة 36 ث        |
| 10                    | Alé Cipollini                      | إيطاليا               | + 9 دقيقة 39 ث        |
| مصدر: ProCyclingStats |                                    |                       |                       |

## تصانيف فرعية

### تصنيف أفضل شاب
| تصنيف أفضل شاب        | تصنيف أفضل شاب      | تصنيف أفضل شاب  | تصنيف أفضل شاب            | تصنيف أفضل شاب     |
| العداء                | العداء              | البلد           | الفريق                    | الوقت              |
| --------------------- | ------------------- | --------------- | ------------------------- | ------------------ |
| 1                     | كيارا كونسوني       | إيطاليا         | Valcar PBM                | 10 س 18 دقيقة 53 ث |
| 2                     | ليان ليبرت          | ألمانيا         | Sunweb                    | + 0 ث              |
| 3                     | Jeanne Korevaar ‏    | هولندا          | WaowDeals                 | + 1 دقيقة 53 ث     |
| 4                     | سوزان أندرسن        | النرويج         | Hitec Products-Birk Sport | + 2 دقيقة 14 ث     |
| 5                     | أمالي ديديريكسن     | الدنمارك        | Boels Dolmans             | + 2 دقيقة 24 ث     |
| 6                     | Silvia Persico ‏     | إيطاليا         | Valcar PBM                | + 2 دقيقة 28 ث     |
| 7                     | Abby-Mae Parkinson ‏ | المملكة المتحدة | Trek-Drops                | + 3 دقيقة 18 ث     |
| 8                     | صوفيا بيرتيزولو     | إيطاليا         | Astana Women's            | + 5 دقيقة 54 ث     |
| 9                     | Karlijn Swinkels ‏   | هولندا          | Alé Cipollini             | + 6 دقيقة 01 ث     |
| 10                    | ليزا كلاين          | ألمانيا         | Canyon-SRAM Racing        | + 6 دقيقة 31 ث     |
| مصدر: ProCyclingStats |                     |                 |                           |                    |

## وصلات خارجية
- لمحة عن سباق طواف النرويج للسيدات 2018 على موقع  ProCyclingStats   (برو  سايكلنج  ستاتس) - إحصاءات  محترفي  الدراجات.
- طواف النرويج للسيدات 2018 على موقع إحصائيات الدراجات الإحترافية (الإنجليزية)